# Життєпридатність планети

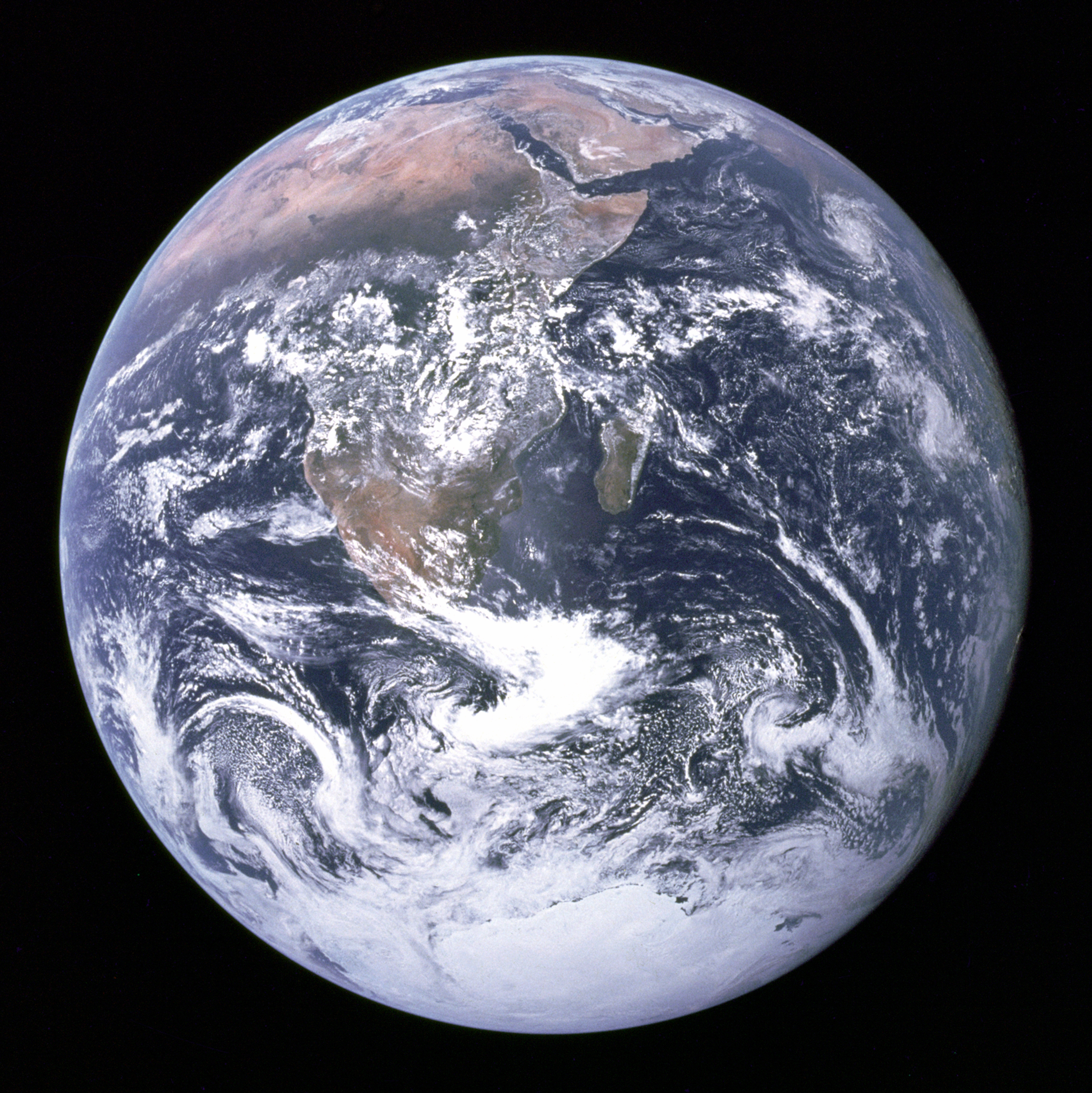
Оцінки життєпридатності планет ґрунтуються на ступені подібності умов на них з умовами на Землі, тому що це єдина відома населена планета

Життєпридатність планети (англ. planetary habitability) — здатність планети або її супутника бути потенційно придатною для виникнення і підтримки життя.

## Загальний опис
Оскільки існування живих організмів на інших планетах, крім Землі, не доведено, будь-яку планету не можна впевнено визнати придатною, тобто мова йде про екстраполяцію інформації про фізико-хімічні умови на Землі, а також у Сонячній системі. Ці характеристики (тип зірки, відстань між Землею і Сонцем, маса і орбіта Землі) сприяють розвитку не тільки одноклітинних організмів, здатних існувати в широкому діапазоні температур, але і багатоклітинних організмів. Дослідження в цій царині, як теоретичні, так і експериментальні, є предметом щодо молодої наукової дисципліни астробіології, яка входить до складу планетології.
Абсолютно необхідною умовою існування живих організмів є джерело енергії, але потенційна придатність планет для розвитку життя залежить і від поєднання геофізичних, геохімічних та астрофізичних чинників.
При визначенні потенційної життєпридатності планети, дослідження зосереджені на основному складі, характеристиках орбіти, атмосфери і можливих хімічних реакціях. Найважливішими зоряними характеристиками є маса і світність, стабільність і висока металічність. Скелясті землеподібні планети і супутники, що потенційно мають життя, засноване на вуглеці, є найважливішим напрямком досліджень астробіології, хоча інші теорії часом розглядають альтернативну біохімію і інші типи космічних тіл.
Ідея, що за межами Землі може існувати життя, є однією з найдавніших, але історично вона була сформована філософією та природничими науками.
Наприкінці XX століття відбулося два прориви в цій області. Спостереження і вивчення автоматичними міжпланетними станціями інших планет і місяців Сонячної системи, надало критично важливу інформацію для визначення критеріїв життєпридатності і дозволяє провести важливі геофізичні порівняння між Землею і іншими об'єктами. Кількість позасонцевих планет, уперше виявлених 1991 року, постійно зростає, що дозволяє отримати додаткову інформацію з вивчення можливості існування позаземного життя. Найголовніше, це підтвердило той факт, що Сонце не унікальне серед зірок за наявністю планетної системи й розширило обрій пошуків далеко за межі Сонячної системи.
Американські астрономи уклали список планет, на яких з найбільшою ймовірністю може бути життя. Станом на липень 2018 р. до цього списку увійшли понад 1000 таких планет. Зокрема, супутник Сатурна Титан і екзопланета Глізе 581 g, яка знаходиться на відстані 20,5 світлових років від Землі в сузір'ї Терези.

## Коефіцієнти схожості планет із Землею
Залежно від ступеня схожості цих параметрів екзопланети із земними їм присвоєні відповідні коефіцієнти. Чим вищий коефіцієнт — тим більше та чи інша планета подібна на Землю.
Коефіцієнт схожості із Землею за густиною речовини планети, віддаленістю від материнської зірки і розміром.
- Gliese 581g — коефіцієнт 0,89;
- Gliese 581d — 0,74;
- Gliese 581c — 0,7;
- Gliese 581e — 0,56;
- Марс — 0,7;
- планета HD 69830 d із сузір'я Корма — 0,60;
- Місяць — 0,56.

За наявністю атмосфери (в тому чи іншому вигляді), кількості світла, що надходить на планету з материнської зірки, характеру поверхні і наявності органічних сполук коефіцієнт схожості з Землею:
- Меркурій, Венера, Марс (0,59), карликова планета Церера та Плутон, інші планети Сонячної системи — 0,37
- супутник Сатурна Титан (0,64)
- супутник Юпітера Європа (0,49),
- Юпітер, Сатурн і його супутник Енцелад (0,35).

За іншими оцінками, найподібнішою до Землі є Kepler-452b

## Наджиттєпридатність планети
Наджиттєпридатність — це сукупність характеристик планети, що роблять її в середньому життєпридатнішою за Землю. Станом на 2020 рік, відкрито 24 кандидати на статус наджиттєпридатної планети. Всі вони розташовані далі 100 світлових років від Землі, та достеменно задовольняють лише одній чи двом-трьом вимогам[джерело?]:
- це має бути планета, що обертається в зоні, придатній для життя, на орбіті зорі спектрального класу G (жовтого карлика) або K (помаранчевого карлика). Термін існування зір класу G становить близько 10 млрд років, тоді як K — 20-70 млрд, тобто така зоря зможе підтримувати життя довше, при цьому не будучи такою активною, як червоний карлик.
- масивний супутник має стабілізувати вісь обертання планети, забезпечуючи рівномірні кліматичні пояси та слабкі сезонні зміни.
- планета імовірно матиме більші масу та радіус, ніж Земля. Більша площа надаватиме більше територій для проживання та вище біорізноманіття, а атмосфера завдяки масі утримуватиметься довше. Оптимальна маса наджиттєпридатної планети — 1,5-1,6 мас Землі, при її перевищенні буде сповільнена тектонічна активність, важлива для транспортування речовин і енергії в корі планети.
- середня температура повинна бути в межах до 19 °C, а вологість вища[чого?]. Високий уміст водяної пари в атмосфері слугуватиме додатковим захистом від ультрафіолетового випромінювання зорі.
- наджиттєпридатна планета не матиме великих континентів із внутрішніми пустелями, натомість має бути багато островів[4].

Лише планета в системі KOI 5715.01 має одразу підхожу зорю, масу та температуру; розташована за 3000 світлових років. Встановлення решти параметрів неможливе за поточного розвитку технологій.